# 나의 흑역사 로맨티카
"나의 흑역사 로맨티카"(이탈리아어: Sul più bello)는 2020년 공개된 이탈리아의 로맨틱 코미디 드라마 영화이다.

## 출연
- 루도비카 프란체스코니 - 마르타 역
- 주세페 마조 - 아르투로 역
- 엘레오노라 가제로 - 베아트리체 역
- 조제프 주라 - 자코포 역
- 가자 마스치알레 - 페데리카 역